# Rosario Rojas
Rosario Rojas (Cochabamba, 12 marzo 1959) è un'ex cestista boliviana.

## Carriera
Con la Bolivia ha disputato i Campionati mondiali del 1979.